# Picunches (departamento)

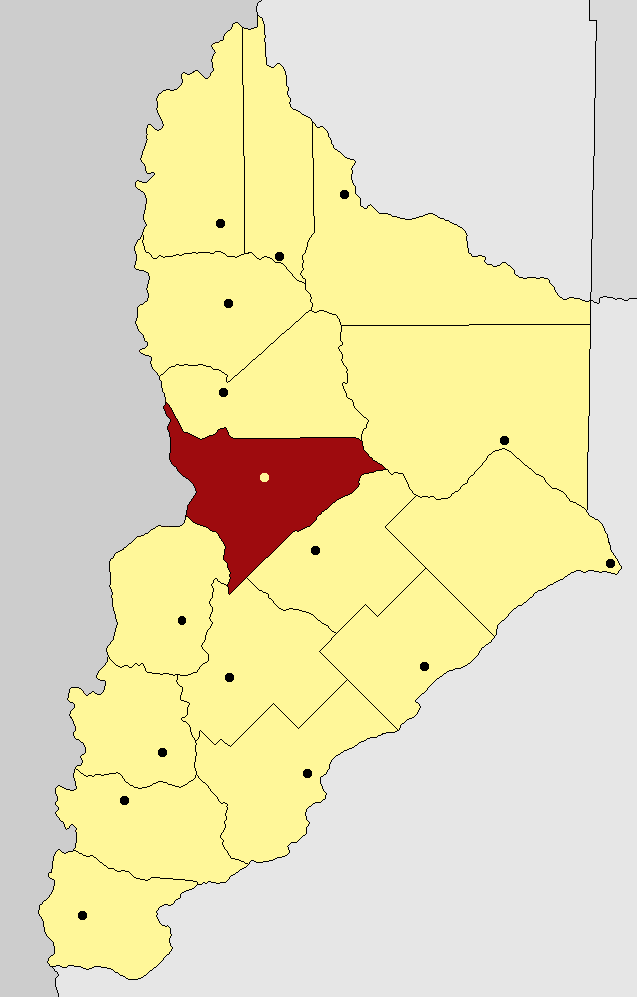
Departamento Picunches (Argentina)

Picunches é um departamento da Argentina, localizado na província de Neuquén.